# الیور هیل
الیور هیل (انگلیسی: Oliver Heil؛ زادهٔ ۱۹ ژوئن ۱۹۸۸) بازیکن فوتبال اهل آلمان است.
از باشگاه‌هایی که در آن بازی کرده‌است می‌توان به باشگاه فوتبال دارمشتات ۹۸ و باشگاه فوتبال ماینتس ۰۵ اشاره کرد.